# Usine sidérurgique de Hayange-Florange
ArcelorMittal Florange
L’usine sidérurgique de Hayange-Florange, actuellement ArcelorMittal Florange, est un complexe sidérurgique dans la vallée de la Fensch, en Moselle, essentiellement situé sur les communes de Hayange, Serémange, Ébange et Florange. Zone de production sidérurgique très ancienne, l'histoire de l'usine est marquée par la présence historique de la famille de Wendel, la fondation de la Sollac en 1948 et l'arrêt de la production d'acier dans les années 2010.
L'extraction du fer dans la vallée de la Fensch remonte au temps des Celtes. Cette industrie évolue énergiquement à partir de 1715, lorsque Martin Wendel y acquiert une forge à Hayange. Au fil du temps, la famille de Wendel y édifie un grand complexe sidérurgique qui va atteindre son apogée à la veille de la Seconde Guerre mondiale. Mais à la Libération, le commerce mondial et l'évolution des techniques sont tels que la famille doit se résoudre à s'associer en 1948 dans une coopérative, la Sollac, qui construit une usine moderne à Serémange, Ébange et Florange, destinée à la production de tôles. La Sollac s'avère être un remarquable succès industriel qui permet, dans les années 1970, de maintenir l'activité sidérurgique malgré la crise de la sidérurgie qui entraîne la fermeture des usines Wendel dédiées aux produits longs.
En 2012, après une âpre lutte syndicale, ArcelorMittal ferme l'usine à chaud qui transformait le minerai en métal. Depuis 2020, il n'en reste que le laminoir à chaud, les installations aval (laminoirs à froid et lignes de revêtement) ayant été maintenues. La production de rails subsiste également à Hayange, avec le laminoir de Saarstahl Rail.

## Les origines de l'activité métallurgique (avant 1715)
La présence de minerai de fer a donné naissance à une activité métallurgique probablement aussi ancienne que les Celtes. Les Gallo-romains prolongent cette tradition en exploitant le minerai qui affleure alors à Florange : une stèle en grès, représentant un forgeron, peut-être Vulcain, trouvée en 1904, confirme la vitalité de l'industrie métallurgique à cette époque.
Les premiers documents relatifs à l'extraction du fer à Florange datent du XIIIe siècle. En 1240, Philippe de Lorraine-Florange concède le droit à l'abbaye de Villers-Bettnach le droit d'exploiter le minerai en forêt de Florange. Dans les décennies suivantes, divers documents juridiques montrent les enjeux économiques et politiques de l'extraction du fer pendant le Moyen Âge.
Aux XVe et XVIe siècles, le savoir-faire local est reconnu et les documents abondent, faisant état d'accidents, de transactions, ou de bilans économiques. Par exemple, « les comptes du domaine en 1580 précisent que la forge de Suzange prend sa Myne dans les Montaignes de Florhenges. En 1766, Hayange se fournit aussi en forêt de Florange ». La guerre de Trente Ans (1618-1648), qui ravage la Lorraine, est suivie de reconstructions qui mettent en évidence l'évolution capitalistique de cette industrie : il s'agit dorénavant de suivre les engagements financiers de chaque partie, les disputes sur la propriété passant au second plan.
Des documents montrent que le minerai est encore exploité dans des affleurements du « Bois de l’Étoile » jusqu’au milieu du XVIIIe siècle. Des indices permettent de dire que fers à cheval, pinces et clefs ont été fabriqués sur place. Au XIXe siècle, le minerai de Florange est lavé au lavoir de Marspich : le minerai lavé contient 27 % d'argile et de sable, 12 % d'eau et 61 % d'oxyde de fer.

## L'usine de Hayange (1715 à 1817)

### Le berceau de l'empire Wendel

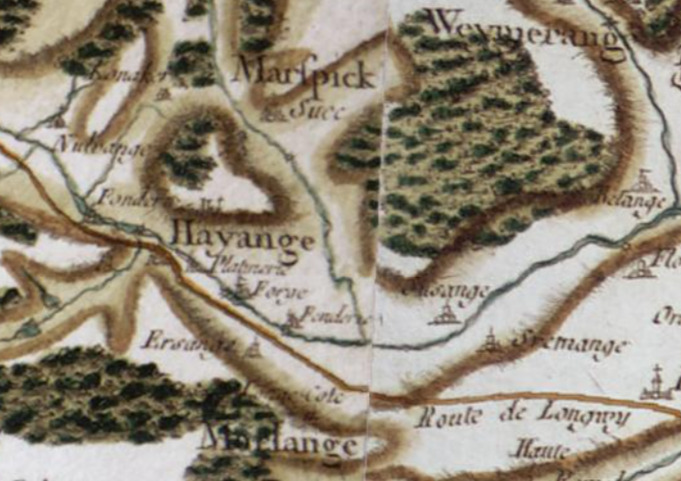
La fonderie, la platinerie, la forge et la fenderie sont clairement identifiées sur la carte de Cassini.

La division de Fourneau est implantée sur un site dont l'activité sidérurgique remonte au XVIIe siècle, avec le Marquis de Marolles, gouverneur de Thionville, qui possède là un haut fourneau appelé de son nom. « C'est à cet emplacement qu'est née la saga de la maison de Wendel ». En 1715, Martin Wendel en devient le propriétaire. Il complète ainsi la forge de la Rodolphe et le haut fourneau de la Magdeleine, qu'il vient d'acheter le 8 mai 1704. Mais le haut fourneau de la Magdeleine disparait entre 1718 et 1754, alors qu'un autre haut fourneau, dit de Bénony, est édifié vers 1756 à côté de celui de la Marolles. Le dispositif industriel prend forme, « Toutes les forges éparses de part et d'autre de la ville vont se trouver réunies en peu de temps dans une seule main ».

### Une avance technique anéantie par la Révolution
Ainsi, en 1769, alors qu'ils évoquent chacun la première coulée au coke, Gabriel Jars et Ignace de Wendel citent pour la première fois l'existence de deux hauts fourneaux. Au moment de la Révolution française, l'usine de Hayange est, avec celle de Moyeuvre, une des plus importantes du Royaume :
« Consistance : Deux hauts fourneau […] cinq feux de forges […]

La forge d'Hayange est composée de hauts fourneaux, d'affineries, de chaufferies, de platineries, de batteries à boulets et à balles à cartouches, de martinets, de gros marteaux, de fenderies, de bocards, etc.
La forge d'Hayange ne travaille que pour l'artillerie et les arsenaux du roi… C'est dans ces différents ateliers qu'on fond le minerai, qu'on coule, qu'on affine et qu'on prépare les boulets, les bombes, les grenades, et tous les instruments meurtriers propres à l'artillerie, à l'exception des canons et des fusils.

La mine qui fournit à l'aliment des fourneaux est à cent pas de l'établissement même, et s'exploite avec beaucoup de facilité. Pour donner une idée de la capacité des fourneaux d'Hayange, qui brûlent nuit et jour constamment pendant 18 mois, quelquefois 2 ans et 30 mois sans interruption, je dirai qu'on y coule […] par an environ 3 millions de livres pesant, et qu'on y consomme en bois de 18 à 20 mille cordes, y compris le charbon de bois qu'on mêle avec le minerai pour en faciliter la fusion. Cette consommation prodigieuse de bois s'élèverait même à un tiers de plus, si ou ne s'était mis dans l'usage depuis quelques années d'employer de la houille pour chauffer les batteries, les platineries, etc. »
— Hubert & Georges Bourgin, L'industrie sidérurgique en France au début de la révolution
La Révolution va profondément désorganiser les forges. Malgré l'énergie de Marguerite d'Hausen, épouse de Charles I de Wendel, décédé en 1784, pour sauver le patrimoine familial, les usines dépérissent. Les de Wendel étant accusés d'émigration, les forges sont mises sous séquestre en 1793 et vendues aux enchères en 1799 pour 16 millions de francs, une somme faramineuse pour l'époque. L'acquéreur, le citoyen Louis Granthil, s'emploie à satisfaire les besoins de l'artillerie révolutionnaire. « Mais tout le zèle du nouvel adjudicataire à garantir en temps et en heure les commandes ne suffit pas à assurer un paiement régulier de la part du gouvernement ». C'est ainsi que, lorsque Bonaparte amnistie les émigrés, François I de Wendel revient au pays et, le 26 juin 1803, rachète pour 222 000 fr les forges de Hayange que Granthil, en faillite, venait d'abandonner. Les guerres napoléoniennes, grandes consommatrices de boulets, vont permettre à la famille de retrouver rapidement la prospérité.

## Le virage vers l'industrie lourde (1817 à 1881)

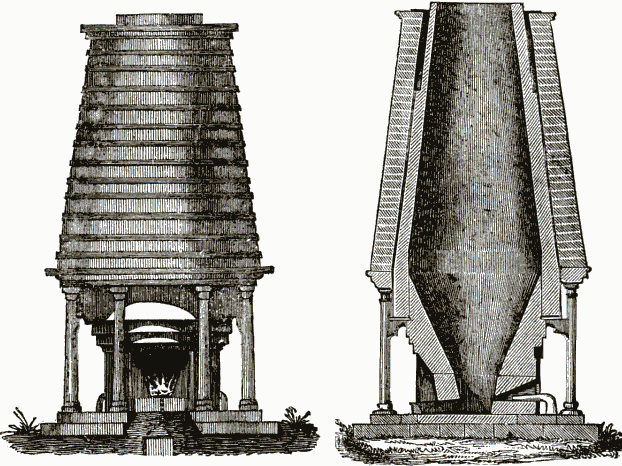
Haut fourneau au coke exploité à Hayange en 1849 (W. F. Durfee, The popular science, 1891)

À partir de 1817, François I de Wendel lance de grands travaux de modernisation. Ses affaires sont florissantes, mais il doit lourdement s'endetter car il veut adopter les méthodes anglaises, en particulier le puddlage. Il emprunte plus de 2 millions de francs pour financer ses travaux et ses essais. En 1822, il sollicite l'autorisation d'établir à Hayange, ainsi qu'à Moyeuvre, 6 fours à réverbère et 2 laminoirs à cannelures pour cingler. La démarche est saluée par ses contemporains et, en 1923, sont mis en route à Hayange 4 fours à réverbère pour le puddlage, 3 autres pour le réchauffage et des laminoirs mus par la force hydraulique.
À la mort de François I de Wendel, le 11 mars 1825, les forges de Hayange sont un complexe cohérent de 25 bâtiments, avec 2 hauts fourneaux, 5 feux d'affinerie, 4 gros marteaux, 8 martinets, 2 laminoirs (un à Hayange et l'autre à Serémange), une fenderie, une rabatterie de boulets, 4 fours à réverbères, un four à chaux, des ateliers du travail du bois et du fer, etc. Ses 283 ouvriers et 25 employés y ont transformé 5 230 tonnes de minerai en 1 827 tonnes de fer de toutes les qualités.
La configuration semble rester à deux hauts fourneaux régulièrement modernisés jusqu'en fin 1832 - début 1834, où un troisième petit haut fourneau est mis à feu. Cette année-là, la concession minière attribuée aux de Wendel pour l'usine de Hayange atteint 2 703 ha. En 1844, l'inventaire de François Verronnais souligne l'importance des usines Hayange, de Suzange et de Serémange. Les meilleures technologies du moment sont adoptées : 3 machines à vapeur y sont installées pour une puissance totale de 100 ch, un chemin de fer privé de 7,5 km vient d'être construit pour connecter les usines de la vallée au port d'Uckange,, le vent préchauffé y est utilisé 1832 et les machines soufflantes remplacent les roues à aubes en 1847.
Un quatrième haut fourneau est mis à feu en 1838, et le HF2 est définitivement arrêté. Le HF1 fait encore une dernière campagne, et les deux haut fourneaux historiques, hors d'âge, sont remplacés par un unique haut fourneau neuf.
Le krach de 1847, qui arrive après quelques années d'expansion rapide de la sidérurgie mosellane, interrompt momentanément le développement de l'usine. En 1850, les hauts fourneaux 5 et 6 (qui deviendront les A et D à la construction) sont autorisés. En 1857, c'est au tour des hauts fourneaux 7 et 8 (qui deviendront les 1 et 2 à la construction) d'être construits. Le nombre de hauts fourneaux est donc de 8 en 1857 et la puissance totale des machines à vapeur atteint 228 ch, les autres usines de la vallée disposant de machines délivrant 368 ch.
|      | t. de fonte | t. de fonte | t. de fer « à l'anglaise » |
| bois | coke        |             | t. de fer « à l'anglaise » |
| ---- | ----------- | ----------- | -------------------------- |
| 1816 | 1 200       | 0           |                            |
| 1828 | 5 400       | 600         | 4 200                      |
| 1862 |             | 88 000      | 64 000                     |
| 1864 |             | 104 000     | 78 000                     |
| 1869 |             | 134 500     | 112 500                    |

Le traité franco-britannique de libre-échange de 1860 va mettre dans de grandes difficultés la sidérurgie française à cause de la concurrence britannique. Charles II de Wendel prends la tête des maîtres de forges français pour protester contre le traité. Mais le gouvernement conclut que ces protestations ne méritent pas d'être prises en compte et que l'expérience « paraît tout-à-fait concluante en faveur de la liberté commerciale, du moins en ce qui concerne la métallurgie ». De fait, les traités accélèrent la transition vers la fonte au coke : de 1859 à 1869, en Moselle et en Meurthe, le nombre de hauts fourneaux reste identique (45 appareils), mais ceux marchant au charbon de bois passent de 28 à 5, tandis que ceux au coke passent de 17 à 40. Dans le même intervalle, ces appareils sont radicalement modernisés, la production de fonte passant de 84 000 à 420 000 t.
La guerre de 1870 va profondément perturber la famille de Wendel et la sidérurgie lorraine. Les avoirs des de Wendel, groupés dans Le fils de François de Wendel et Cie depuis 1857, sont partagés et l'usine de Hayange est intégrée dans la société allemande Les petits-fils de François de Wendel et Cie fondée en 1871. L'inventaire dressé lors de l'annexion montre alors une usine de premier ordre : le domaine minier associé à Hayange couvre 1 957 ha et 190 400 t y ont été extraites en 1969, avant les désordres de la guerre. L'usine compte 6 hauts fourneaux au coke et 1 au charbon de bois, qui alimentent 23 fours à puddler et 12 trains de laminoirs (4 à la Platinerie, 6 à la Fenderie et 2 à Suzange).
Mais une dure récession frappe la sidérurgie de Moselle annexée. La perte du marché historique français, l'émigration des ouvriers vers la France, la politique de libre-échange du gouvernement allemand et la concurrence des maîtres de forges westphaliens, qui peuvent utiliser le convertisseur Bessemer alors que la minette lorraine condamne les usines à rester au puddlage, mènent à une crise profonde qui va durer jusqu'en 1878. En 1879, l'adoption de mesures protectionnistes rétablit la situation. Les de Wendel se sont réorganisés en s'orientant vers la production de masse. Mais surtout, c'est l'adoption du procédé Thomas qui va marquer un nouveau départ pour les usines lorraines.

## La sidérurgie du procédé Thomas (1881 - 1914)

### L'essor des aciéries
|      | Thomas (t) | Martin (t) |
| ---- | ---------- | ---------- |
| 1886 | 70 000     | 0          |
| 1888 | 110 000    | 0          |
| 1896 | 200 000    | 0          |
| 1908 | 260 000    | 48 245     |
| 1909 | 290 000    | 62 045     |
| 1910 | 310 000    |            |
| 1913 | 400 000    |            |

En 1879, commence la construction de l'aciérie Thomas de Saint-Jacques. Elle démarre le 21 février 1881. C'est la première des 5 grandes aciéries Thomas construites en Lorraine occupée,. Elle comporte alors 4 convertisseurs de 10 t, 2 cubilots à spiegel et 2 à fonte. En 1885-86, 2 convertisseurs supplémentaires sont installés. De 1887 à 1890, les 4 premiers convertisseurs sont remplacés. Puis 2 mélangeurs, de chacun 100 t, sont mis en service en 1892. En 1893 et en 1897-1899 sont construits 2 nouveaux cubilots à fonte. Dans la même période, les soufflantes des convertisseurs sont modernisées, les grues remplacées, etc.
En 1905, un mélangeur de 250 t est mis en service, l'aciérie a atteint sa maturité. Les lingots produits pèsent au minimum 2 500 kg. En 1907, les usines de Hayange emploient 4 886 salariés. La production progresse continuellement jusqu'à dépasser — de peu — 400 000 t. Il s'agit là du maximum : les outils surexploités subissent de nombreuses casses et la construction d'une nouvelle aciérie, capable de produire 1 000 000 t, apparait incontournable.
Le procédé Martin-Siemens, plus coûteux mais produisant un acier de qualité, s'avère plus apte à la production de produits plats. Pour alimenter la fenderie, un premier four est construit en 1900 et mis à feu le 15 décembre 1902. Un deuxième est construit en 1902, un troisième en 1906 et un quatrième en 1913 (un cinquième sera mis à feu en 1923).

### Après les aciéries: les laminoirs de Saint-Jacques et la division de Patural
À côté des aciéries, d'autres ateliers se développent. La fonderie d'acier est une annexe de l'aciérie Martin. Contrainte par l'exigüité des installations, elle ne produit guère que de 900 à 2 600 t/an. La fenderie est dotée d'un laminoir à tôles forte (train 2) vers 1902, en même temps que les fours martin commencent à produire. La production de profilés y est abandonnée en 1892, celle de rails en 1905. Destinée au laminage des tôles, elle met en œuvre , en 1914 un blooming et 5 trains de laminage . La platinerie, destinée à la production de fer-blanc et de fers noirs fait travailler une soixantaine d'ouvriers en 1911. Vieillissante, elle est rénovée à partir de cette date. Deux trains y sont en service : un train datant de 1880 est arrêté en 1909, et un train de 650 mm dont la production baisse continuellement, de 300 t/an en 1902 à 1 600 t/an en 1910. En 1894, les moulins à scories d'Ébange sont construits. Leurs 3 groupes (chaque groupe consiste en 3 ou 4 moulins dégrossisseurs et 1 moulin finisseur) valorisent les laitiers des aciéries de Hayange, Jœuf et Moyeuvre. La production est d'environ 270 000 t/an de scories Thomas à 14-20 % d'acide phosphorique. D'autres unités complètent le dispositif industriel d'Hayange : décaperies, fours à recuire, dresseries, étamerie, atelier  de maintenance, briquerie, matériel de voie ferrée (42 locomotives en 1912), etc. mais aussi un hôpital de  70 lits.
La construction des laminoirs de Saint-Jacques, vers le coté amont de la vallée est, avec les aciéries, l’autre réalisation marquante précédant la guerre. Leur construction scelle la fin de l'aventure métallurgique à Stiring-Wendel et la centralisation des activités à Hayange. Inaugurés en janvier 1897, les laminoirs « passent pour les plus importants de l'Allemagne, sinon de l'Europe ». Destinés à la construction de rails, ils produisent en complément du matériel de voie traverses métalliques, des poutrelles et des profilés. Ils sont alimentés par 2 bloomings et combinent une grande variétés de cages de laminage, dont beaucoup viennent de l'usine sidérurgique de Stiring-Wendel.
Les investissements très lourds consentis pour le passage au procédé Thomas se sont faits au détriment des hauts fourneaux. La situation devient telle qu'il apparait plus opportun de construire deux hauts fourneaux neufs. L'usine historique, gênée par la production existante et les multiples modifications apportées depuis 150 ans, ne convient plus. Ces nouveaux hauts fourneaux sont donc édifiés sur un vierge, à « Patural ». Les premiers hauts fourneaux, le P1 et le P2, d'une conception traditionnelle, sont mis à feu en 1907, les 4 suivants (P4 à P6) sont de conception américaine. Mis à feu de 1910 à 1913, ils sont construits en ligne et équipés ce qui se fait de mieux à l'époque (cowpers, granulation du laitier, épuration des gaz, parcs à matières, soufflantes, etc.). La fenderie s'équipe d'un blooming et d'un train finisseur pour traiter l'acier produit.
La production de la mine de Hayange passe de 348 682 t en 1880, à 1 462 273 t en 1912. L'utilisation généralisée de l'abattage à l'explosif, de la traction électrique et des perforatrices permet ces chiffres alors que la main d'œuvre se raréfie. L'usine est directement connectée à la sortie du tunnel de la mine.
En 1907, les usines de Hayange emploient 4 886 salariés.
Les alignements verticaux des noms illustrent les renommages en 1832, 1843,  1850, 1865 et 1907.

## D'une guerre à l'autre (1914 - 1945)
L'usine arrête à la déclaration de guerre, puis redémarre lentement. La main d'œuvre, quand elle n’est pas mobilisée, est peu compétente et sous-alimentée. De mi-juillet 1914 à mi-juillet 1915, l'effectif des mines de Hayange chute de 70 %, de 1 225  à   336 mineurs, et l'extraction de 80 % pour atteindre 237 371 t, au lieu de 1 377 532 t un an auparavant.
Située en territoire allemand, l'usine subit quelques bombardements aériens à partir du 21 juillet 1915. Ceux-ci sont sporadiques et ne provoquent, jusqu'à la fin de la guerre, que des dégâts insignifiants. À l'inverse, les appétits des industriels de la Ruhr, qui font pression pour démanteler l'empire de la famille de Wendel, supposée francophile, inquiètent les propriétaires. La procédure de liquidation, au profit des industriels allemands, commence en 1917. La maison va user de tous les recours possibles pour retarder l'échéance. Le 2 septembre 1918, l'adjudication est prononcée… décision totalement incongrue au vu de la situation militaire de l'Allemagne.
À l'Armistice les de Wendel peuvent reprendre la gestion de leur usine. Mais le monde ouvrier, durement exploité pendant la guerre, entend revenir à une certaine prospérité : les spartakistes et la CGT multiplient les grèves. La journée de huit heures est accordée rapidement, dans le but de désamorcer le mouvement. L'usine de Hayange fait alors figure de pionnière, mais l'agitation reste palpable jusqu'en 1920. Puis une brève crise de surproduction stabilise la situation, pendant qu'un nouvel encadrement se constitue afin de remplacer les Allemands qui émigrent en masse.
Ce n'est qu'après la fin de l'occupation de la Ruhr, avec ses désastreuses conséquences sur les approvisionnements de coke et les taux de change, que la situation économique se normalise. Une reprise commence en 1924, qui va durer jusqu'en 1929. L'usine, surexploitée pendant la guerre, doit être modernisée. Les hauts fourneaux de la division de Fourneau sont entièrement reconstruits : 4 hauts fourneaux neufs et leurs annexes remplacent les 8 précédents. L'usine de fenderie est dotée d'un nouveau train de laminoirs mus à l'électricité, qui démarre en mars 1931. Précédé d'un blooming neuf et conçu pour pouvoir produire 200 000 t/an, cet outil est « l'un des plus modernes en son genre » et surclasse les 6 vieux trains mus à la vapeur.
|      | Fonte (t) | Acier (t) |
| ---- | --------- | --------- |
| 1929 | 673 763   | 832 000   |
| 1930 |           | 534 000   |
| 1931 | 502 759   | 407 000   |
| 1932 | 331 000   |           |

Mais la crise de 1929 vient stopper cet élan. Les hauts fourneaux sont arrêtés les uns après les autres, tandis que le personnel subit les mesures d'économies. En attendant des jours meilleurs, la société vend des actions, lance la construction d'un mélangeur de 800 t pour occuper ses ateliers, etc. Après l'été 1932, la situation se redresse.
En 1936, l'usine de Hayange compte :
- 10 hauts fourneaux répartis dans 2 divisions ;
- l'aciérie Thomas de Saint-Jacques d'une capacité de 600 000 t/an ;
- les laminoirs de Saint-Jacques (2 bloomings, 2 trains duos et 2 trains trios)
- l'aciérie Martin de Fenderie d'une capacité de 500 000 t/an (5 fours Martin de 70 t, un four électrique de 15 t, une fonderie) alimentée en gaz par une conduite de 11 km la connectant à l'usine de Moyeuvre ;
- les laminoirs de Fenderie (1 blooming électrique d'une capacité de 800 000 t/an, 1 train à billettes, 1 train à largets de 1 200 mm et à tôles fortes de 2 400 mm, 1 trio de 2 000 mm et 2 pour tôles moyennes et 1 train à tôles fines)
- les laminoirs de la platinerie d'une capacité de 60 000 t/an (3 train à tôles fines, 1 train à polir et des lignes de traitement).

Pendant la Seconde Guerre mondiale, la Moselle se voit immédiatement imposée une politique de germanisation qui évince les managers français. La famille de Wendel est écartée de toute gestion. L'occupant expérimente de nouvelles méthodes d'exploitation des mines. Si les chantiers « Streb » donnent donnent de piètres résultats, la généralisation du chargement mécanique s'avère prometteuse. Bien que les rendements obtenus n'atteignent pas ceux d'avant-guerre, le minerai extrait mécaniquement à Hayange passe de 3,5 % en 1914 à 44,6 % en 1944 : même pour les Français, cette mécanisation représente l’avenir. Quant à l'usine, elle est épargnée mais elle se retrouve à la libération dans un piètre état : 
« Les administrations allemandes ont exploité Hayange et Moyeuvre dans des conditions désastreuses. Elles laissent les usines dans un état lamentable et dans un indescriptible encombrement. Interrompus une première fois en 1914, les travaux de modernisation ou d'extension ont de nouveau subi des retards lors de la crise des années 30. Ils sont entièrement suspendus pendant les cinq années d'occupation, période pendant laquelle la technique évolue de façon importante. »
— Jean Thomas Casarotto, La sidérurgie des Wendel entre Orne et Fensch 1704-1978

## Nouveau départ avec les procédés américains (1945 - 1961)

### Le laminage en continu
À la Libération, outre le désordre général, tout manque : électricité, charbon, minerai, etc. La priorité reste d'assurer la subsistance des employés. Pour la Reconstruction du pays, le rôle de l'État devient prépondérant. Plus personne ne songe à ressusciter le Comité des forges, dissous en 1940. Un plan national à 12 Mt est envisagé. Mais si le tonnage est atteignable, les coûts de production sont inacceptables. La modernisation va consister à spécialiser l'usine dans les tôles.
En effet, juste avant la Seconde Guerre mondiale, les Américains ont réalisé les premiers trains de laminage en continu. Supprimant les manipulations et les réchauffage entre les différentes cages de laminage, l'installation est nettement plus performante que les procédés traditionnels : « c'est une révolution technologique. Ce sera une révolution économique quand on aura examiné toutes les répercussions économiques qu'aura cette invention pendant plus d'un demi-siècle à travers le monde. »
Pour la sidérurgie européenne, qui a accumulé un retard technologique avant et pendant la guerre, l'investissement est devenu urgent. Mais les productions envisagées sont aussi colossales que les montants à investir : les deux trains continus à chaud qui doivent équiper la France ne peuvent être décidés qu'au niveau national. Si le laminoir prévu au nord est vite décidé, celui de l'est s'avère plus difficile à implanter. Évaluant soigneusement les avantages et inconvénients respectif d'une installation aux usines d'Hagondange, de Thionville et de Hayange, la « Commission de modernisation de la sidérurgie » conclu que seule l'implantation à Hayange garanti à la sidérurgie lorraine la meilleure efficience industrielle. Non seulement l'usine est vaste et approvisionnée en minerai de qualité, mais le train continu à chaud remplacera pertinemment des unités obsolètes et complètera d'autres plus modernes.
La France exsangue, accueille avec soulagement le Plan Marshall en 1947 : cet argent financera pour moitié la construction du train. Le montant consenti est faramineux : l'investissement de 11 MdF prévu en Moselle en 1946 a beau être de loin le plus ambitieux de toutes les usines françaises, il sera largement dépassé. Il faut également alimenter l'installation en acier et écouler les produits laminés. C'est alors que nait l'idée originale de la Sollac, une coopérative de neuf sociétés qui s'associent pour construire et exploiter le train.
Les laminoirs à rails de Saint-Jacques, qui sont l'autre pôle d'excellence du site, doivent aussi être urgemment modernisés. 50 ans après leur construction, l'outil industriel est puissant grâce à ses 2 bloomings, et surtout flexible grâce aux 6 trains finisseurs. Mais l'ensemble a été modernisé de manière désordonnée : le vieux blooming de 1 100 mm est resté à commande hydraulique, et le nouveau de 950 mm est mal intégré à son aval. Seul le train finisseur 5-6, dit aussi train de 650 mm, est électrifié, les autres trains sont restés à la vapeur. En 1957, la décision est prise de doter Saint-Jacques d'un train universel qui entre en service le 13 décembre 1963.

### L'édification de la Sollac
|           | de Wendel | de Wendel | Sollac  |
| Fonte (t) | Acier (t) | Acier (t) |         |
| --------- | --------- | --------- | ------- |
| 1952      | 608 467   | 797 000   | 0       |
| 1955      | 934 000   | 775 000   | 655 000 |
| 1956      | 937 900   | 802 000   | 811 000 |

La Sollac va édifier un ensemble cohérent consistant en 3 grandes unités mises simultanément en service autour de 1953 :
- l'usine à chaud de Serémange, alimentant le train à chaud, avec une cokerie et une aciérie ;
- l'usine à froid d'Ébange, avec deux trains continus à froid et deux lignes d’étamage électrolytique ;
- l'usine à froid de Florange, avec un train continu à froid et une ligne d’étamage électrolytique[62].

La première cokerie de Serémange-Erzange, composée de deux batteries de respectivement 80  et   40 fours, est mise en service entre 1952 et 1954. Elle est destinée à l'alimentation en coke des fourneaux d'Hayange. Dans le même temps, l'aciérie à Serémange-Erzange, constituée de deux groupes de convertisseurs : 4 convertisseurs Thomas de 55 tonnes et 4 fours Martin de 140  et   200 tonnes, est mise en service. Elle est renforcée en 1960 par un convertisseur Kaldo d'une capacité de 110 tonnes, à l'époque le plus gros convertisseur à l'oxygène pur de la sidérurgie lorraine,.

Vue en coupe de l’aciérie Kaldo, en service de 1960 à 1980.
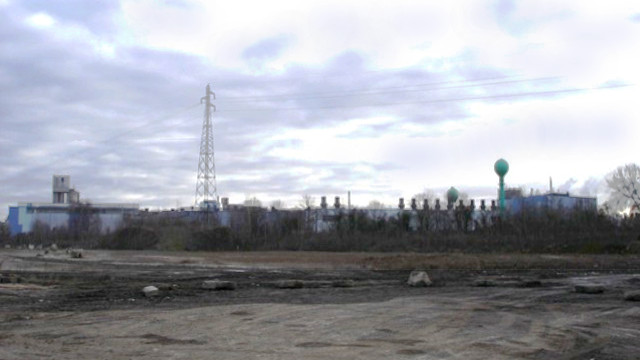
Le site d'Ébange en 2005.

En aval de l'usine et de la vallée de la Fensch, à Ébange, est progressivement construite une usine à froid essentiellement destinée au marché de l'emballage métallique. Elle est dotée de 2 trains de laminoirs à froid, de 5 cages et 3 cages (qui passera à 5 cages vers 1964), 3 lignes d'étamage électrolytique (mises en service en 1954, 1958 et 1964) et de 2 recuits base,.
Une autre usine à froid est construite sur le ban de la commune de Florange. Ce n'est alors que la « petite sœur » de celle d'Ébange. Construite 10 ans après, elle se limite alors à un laminoir en continu à 5 cages et une ligne d'étamage, démarrée en 1964,.

### L'usine à fonte
L'originalité de la Sollac est que les adhérents la fournissent en fonte. C'est ainsi que les hauts fourneaux d'Hayange lui achètent leur coke, et lui revendent, tout comme ceux de Dilling, la fonte en fusion.
Les hauts fourneaux, qui datent du début du XXe siècle, sont également agrandis. En particulier, les hauts fourneaux P3 à P6, dont la conception s'inspire des standards américains, doublent de volume. Vers 1956, le P4 devient même, avec un creuset de 7,5 m de diamètre, une cuve de volume utile 900 m3 et une capacité de production de 1 000 tfonte/j, le plus gros et le plus productif d'Europe.,.
Le 27 juillet 1958 démarre la chaîne de l'usine d'agglomération de Suzange. C'est la première chaîne dédiée à l'agglomération de minerai de fer lorrain.

## La fin de la minette (1961 - 1981)
Pour un article plus général, voir Crise de la sidérurgie dans le bassin lorrain.

### Premiers chocs: optimiser les outils existants

Le réseau lorrain des gazoducs de gaz de haut fourneau dans les années 1960. En bleu, le réseau géré par la centrale thermique de Richemont, en violet, les réseaux internes des usines. On relève l'importance du réseau interne de l'usine de Florange, qui désert la cokerie et l'usine d'agglomération.

Dans les années 1960, la minette lorraine comment à décliner. Bien qu'abondante et peu coûteuse à extraire, elle présente le grave inconvénient d'être pauvre en fer (de 28 à 34 % contre 60 % pour des minerais importés), ce qui impose une forte consommation de coke et des hauts fourneaux nombreux. Elle contient aussi du phosphore, que le procédé LD, bien plus compétitif que les procédés Thomas et Martin, est incapable de retirer de manière satisfaisante.
En 1961, une première crise secoue le secteur, avec un ralentissement de la demande et un effondrement des prix. Le premier réflexe va consister à restructurer l'extraction du minerai local, et de faire appel aux minerais importés. De 1960 à 1967, les effectifs des mines de fer lorraines passent de 23 694  à   13 058 mineurs. Quant à la mine de Hayange, équipée d'un atelier de traitement mécanique du minerai, elle produit, en 1966, 13 000 t/j de minerai.
Pour autant, la situation ne semble pas désespérée, surtout pour les sidérurgistes : « Les grandes restructurations des années 1960-1970 ont, tout d'abord, été effectuées dans un contexte d'adaptation à la nouvelle donne du marché de l'acier : à proprement parler, il ne s'agit pas encore de désindustrialisation. Les entreprises sidérurgiques cherchent à améliorer leurs performances en rationalisant leurs productions ».
Wendel et Cie réagit en lançant la construction d'un 7e haut fourneau à la division de Patural, le P7, dans l'alignement des 6 premiers. Mais seule la batterie de copwers, finie en 1962, est construite, la construction du four étant abandonnée. En 1964, ces 3 cowpers sont alors connectés au P6, en remplacement de la batterie d'origine.
Le 27 mars 1962, la deuxième chaîne d'agglomération de Suzange, parallèle à la chaîne no 1, est démarrée. L'usine est alors capable de traiter la totalité des fines de minerai issue des usines de Jœuf et de Hayange,. En 1970, la chaîne no 1 est agrandie de 99  à   104,5 m², la deuxième passe de 132,5  à   141,2 m² en 1971. L'ensemble est alimenté par un parc d'homogénéisation, renforcé en 1968 par une installation de broyage.
Quant à la Sollac, elle va intensifier les orientations stratégiques qui ont assuré sa réussite :
- d'une part réduisant ses coûts. Les Grands Bureaux de Florange construits en 1964[SF 1],[note 16], le train à chaud est entièrement modernisé en 1966, la cokerie est reconstruite en 1966-1967[67] ;
- d'autre part en développant ses capacités de production de tôles à haute valeur ajoutée. De 1962 à 1964, à Ébange, le laminoir à 3 cages est équipé de 2 cages supplémentaires, le recuit en bobine expansée et une 3e ligne d'étamage sont démarrés. L'usine à froid de Florange (un train de 5 cages et une ligne d'étamage) est fondée au même moment[SF 6].

### Le grand ménage des produits longs
Si les produits plats se portent bien, les produits longs s'enfoncent dans le marasme. Un nouveau mouvement de concentration est exigé par l'État. En 1967, Wendel-Sidélor est fondée. Toutes les principales usines sidérurgiques de Moselle produisant des produits longs sont intégrées dans un ensemble produisant 7 Mt d'acier. L'ensemble résultant est excessivement fragmenté. Par exemple, les hauts fourneaux sont dispersés dans 7 usines distinctes et situées — à l'exception de ceux de Micheville — dans un rayon de moins de 10 km.
Bien qu'en 1969 et 1970, une embellie succède à la crise qui frappe le secteur depuis 1961, Louis Dherse, administrateur du nouvel ensemble, maintient un plan de restructuration énergique. De 1968 jusqu'au milieu de 1971, sont fermés 18 hauts fourneaux sur 49, 2 aciéries Thomas sur 8, 2 aciéries Martin sur 5 et 21 laminoirs sur 64. Les usines de la vallée de l'Orne sont particulièrement touchées, mais rien n'est fermé à Hayange et Florange. Pour autant, la fermeture de l'aciérie Thomas de Saint-Jacques est prévue dès le démarrage de la grande aciérie de Gandrange.
La situation économique se dégrade brutalement après le 15 août 1971 (annonce de l'inconvertibilité du dollar en or). Il faut encore rationaliser : le « plan Dherse » est annoncé en octobre 1971.
À cette époque, le marché des rails est aussi en déclin. Or, en 1964, les métallurgistes lorrains, sous l'égide de Raymond Stammbach, ont breveté une amélioration du train universel  qui permet d'améliorer significativement la qualité des rails et poutrelles. Enfin, l'usine de Micheville vient de rejoindre le Groupe de Wendel : spécialisée dans les rails et obsolète, elle doit être repensée. Au début des années 1970, le train universel de Saint-Jacques est alors modernisé pour laminer efficacement les rails, sacrifiant ainsi Micheville. L'aciérie Thomas de Saint-Jacques et le blooming ferment le 1er avril 1972 (les blooms venant dorénavant de l'usine de Gandrange), les fours à blooms sont reconstruits, toutes les productions annexes de Saint-Jacques sont réparties dans les autres usines du groupe.
Ces fermetures, ainsi que celles d'autres concernant les produits plats (à Fenderie, le train à tôles fines n°7 de 1949 ferme en 1970, le four Martin n°3 ferme le 12 décembre 1971), entraînent aussi l'arrêt de hauts fourneaux : les F3, F4, P1 et P2 sont arrêtés de 1968 à 1971.

### La restructuration des produits plats
| Secteur               | Évolution des effectifs de 1974 à 1980 |
| --------------------- | -------------------------------------- |
| Sollac Florange       | −14,1 %                                |
| Sollac Fensch         | −62,0 %                                |
| Fensch Produits Longs | −63,7 %                                |

Le 1er janvier 1973, Wendel-Sidélor confie à la Sollac, via un contrat de location-gérance l'expoitation de tous ses hauts fourneaux et de leurs usines associées dans la vallée de la Fensch. En effet, depuis la fermeture des aciéries de Knutange (fin 1971) et de Saint-Jacques (début 1972), obsolètes et sous-dimensionnées, les hauts fourneaux restants sont mal connectés à leur seul client, l'aciérie de Serémange. Ainsi, les hauts fourneaux et l'agglomération de l'usine de Knutange deviennent un satellite de l'usine de Florange, dont l'histoire se confond dorénavant avec celle de la Sollac.
Cette réorganisation est destinée à rationaliser la production de fonte dans la vallée de la Fensch : le plan « Sollac-Fensch » décide l'arrêt des hauts fourneaux restants de Knutange (un arrêté en 1973, l'autre en 1975) et de Fourneau (éteints en 1977), en ne conservant que les 4 hauts fourneaux de Patural, les plus proches de Serémange et les plus faciles à moderniser. Avec une marche à 100 % en minerai aggloméré, leur capacité est supérieure à l'ensemble qu'ils remplacent. Les 3 plus gros hauts fourneaux de la division de Patural (P3, P4 et P6) sont ainsi complètement reconstruits entre 1973 et 1978. La capacité de production de l'ensemble rénové reste stable : en 1973, les 8 hauts fourneaux de la Fensch avaient produits 1 996 000 tonnes de fonte brute, en 1979, les 4 hauts fourneaux de Patural produisent 1 812 000 tonnes de fonte,.
Mais en octobre 1973, le premier choc pétrolier va nécessiter des sacrifices bien plus importants. Bien que jusqu'à l'été 1974, la situation du secteur reste bonne, les difficultés s'ammoncellent et 1975 marque un net recul de la production :
« Entre décembre 1973 et décembre 1974 […] les dépenses de la sidérurgie française se sont accrues de plus de 30 % et ses recettes moyennes sur le marché intérieur de 31,5 %, le rapprochement de ces deux chiffres faisant ressortir qu'elle dut essentiellement à l'exportation l'amélioration substantielle de ses résultats en 1974.

Au cours des premiers mois de 1975, elle n'a malheureusement pas été des industries qui ont tiré avantages de la baisse des prix de la plupart des matières premières. Elle a même subi de nouvelles hausses […] alors que les prix des produits sidérurgiques à l'exportation avaient baissé et avaient entraîné dans leur sillage les prix intérieurs. »
— Jean Thomas Casarotto, La sidérurgie des Wendel entre Orne et Fensch 1704-1978
En 1975, les quatre convertisseurs Thomas de Sérémange sont transformés en convertisseurs LWS à soufflage d'oxygène par le fond, d'une capacité de 65 tonnes chacun,. Les progrès métallurgiques permis par ce procédé rendent l'élaboration au four Martin inutile. Ceux-ci dont de toute manière devenus irrémédiablement obsolètes, tandis que les contreperformances des convertisseurs Kaldo de l'aciérie de Gandrange ont condamné le convertisseur rotatif. Les convertisseurs LWS vérifiant tous les espoirs, Jean Gandois, qui dirige la Sollac depuis 1975, prend le risque de faire construire une nouvelle aciérie autour de deux gros convertisseurs LWS de 220 tonnes (rapidement portés à 240 tonnes). Ceux-ci alimentent deux fours-poches et deux machines de coulée continue de brames. Cette annonce est accompagnée d'objectifs de productivité ambitieux.

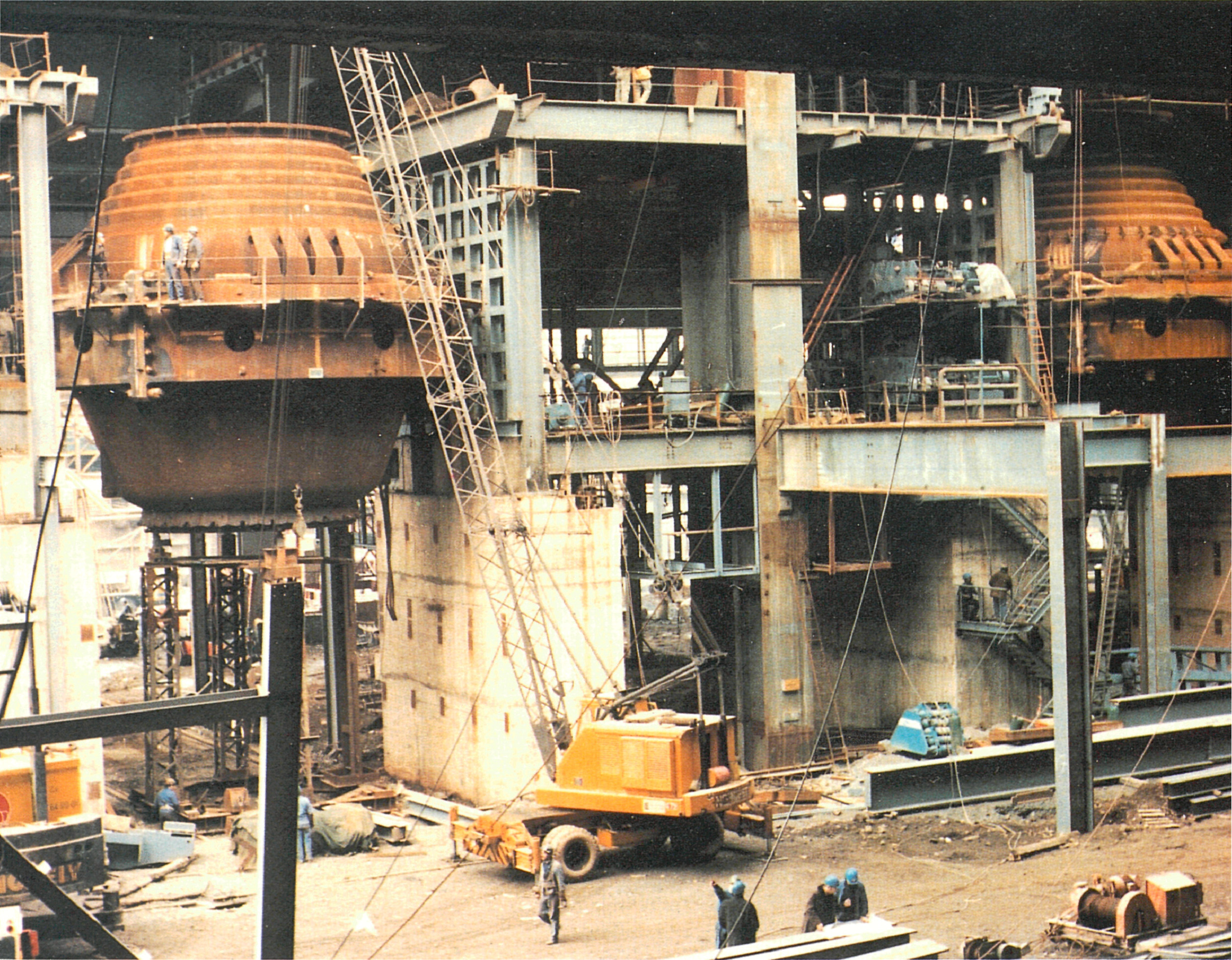
Les deux convertisseurs LWS en cours de montage en 1977.
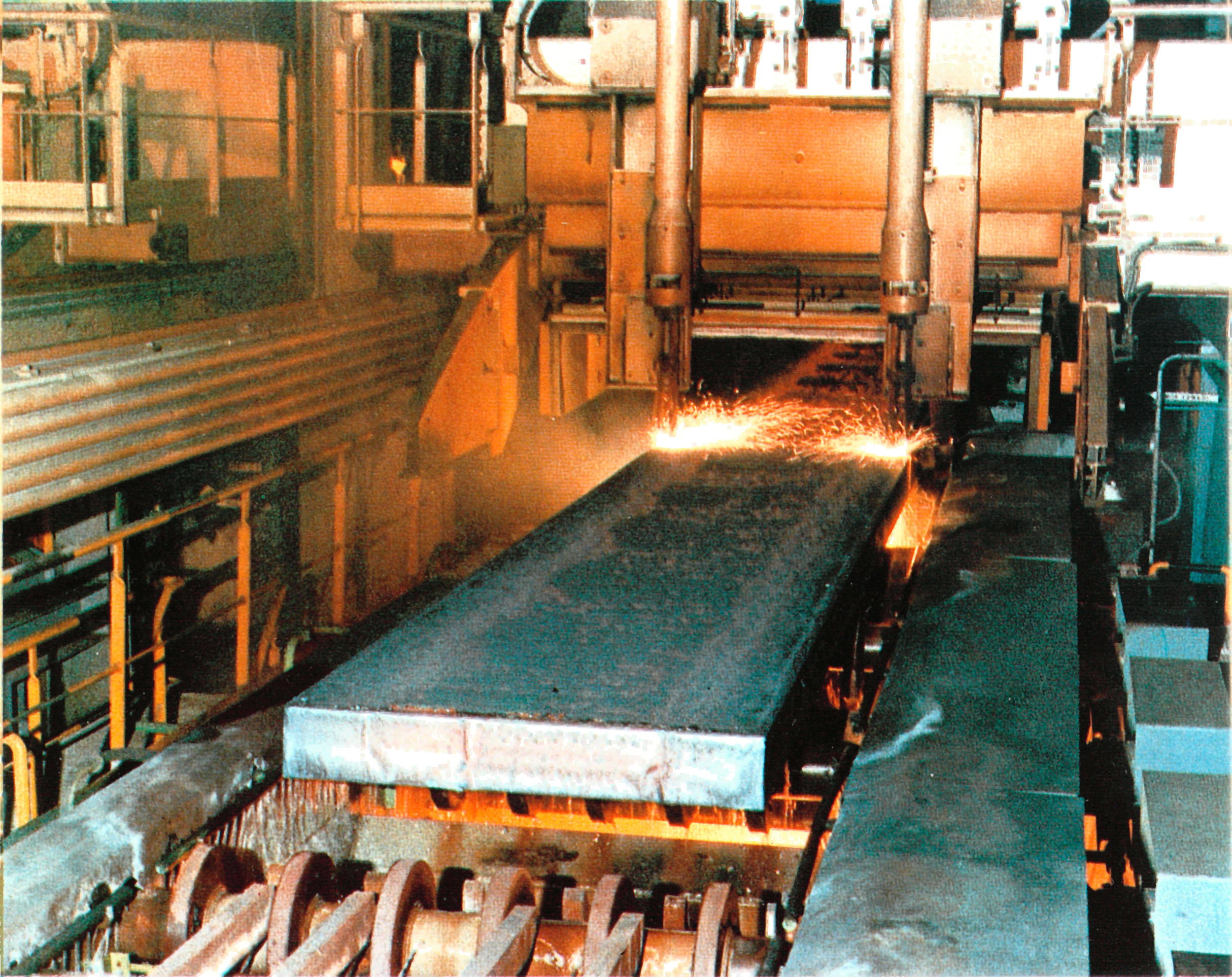
Une brame sortant d'une coulée continue en 1979.
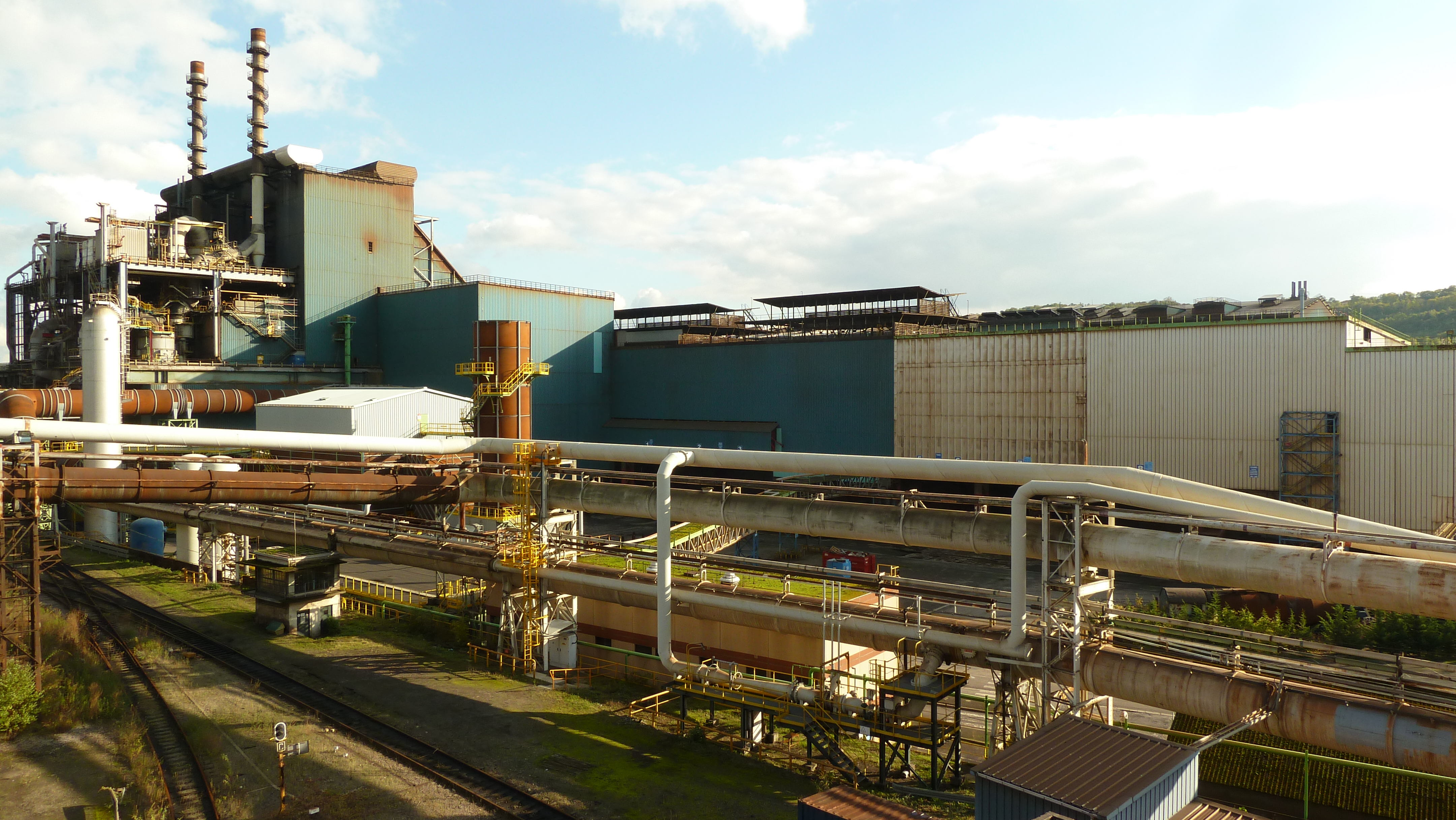
L'aciérie LWS en 2012.

« Mais, après la reprise de 1976, les résultats de 1977 sont à nouveau catastrophiques. Aux 4 milliards de pertes financières [de la sidérurgie française] pour chacun des deux exercices précédents, s'ajoutent celles de 6 milliards en 1977. » Les solutions technologiques ne sont plus suffisantes, même la très moderne Sollac doit sabrer dans ses effectifs pour survivre. Un deuxième « plan de sauvetage de la sidérurgie » succède au plan Dherse.
Le 19 septembre 1974, l'aciérie Martin de Fenderie ferme, suivie de son slabbing en novembre 1975. L'aciérie Martin de Sérémange construite par la Sollac en 1953 ferme vers 1976. Le convertisseur Kaldo est arrêté quelques mois la mise en service de l'aciérie LWS. La vieille aciérie Thomas-LWS est arrêtée prématurément en juillet 1980 à cause de la mauvaise conjoncture économique, ainsi que la coulée en lingot, les fours pits et le slabbing associé. La capacité de production théorique est de 3 millions de tonnes annuelles de brames.

Les fours de la cokerie de Serémange arrivant en fin de vie au milieu des années 1970, une nouvelle cokerie est mise en chantier en 1975 et démarrée en 1978, dans le prolongement de la batterie de fours utilisée alors. Ses 64 fours assurent une production identique à celle des 120 anciens fours : 600 000 tonnes/an de coke et 300 m3/tonne de gaz de houille par tonne de charbon enfournée. Située quasiment en plein centre ville, cette nouvelle cokerie a bénéficié d'un effort particulier au niveau de la pollution, la construction d'installations de dépoussiérage et de traitement des eaux ayant constitué près de 20 % du coût d'investissement.
Ainsi, en 1980, avec des hauts fourneaux rénovés, une cokerie et une aciérie neuve, la filière à chaud de Florange est totalement modernisée. Elle forme un ensemble cohérent et moderne, avec des choix technologiques audacieux (gueulard Paul Wurth sur 3 hauts fourneaux, procédé LWS, etc.). Les deux usines d'agglomération de minerai, à Fontoy et Suzange, peuvent produire 4,1 millions de tonnes d'agglomérés, permettant une marche des hauts fourneaux à 100 % d'aggloméré. 30 ans après, la physionomie générale de l'usine n'aura presque pas changé, confirmant la justesse de choix techniques de l'époque… mais aussi l'absence de volonté de maintenir l'avance technologique de l'usine.
Quant aux usines à froid, elles sont peu concernés par les restructurations. En 1980, le site dispose de deux laminoirs à froid à Ébange et de un à Florange. Ces trains alimentent deux lignes d'étamage électrolytique à Ébange. Florange dispose en outre de la ligne d'électrozingage ELSA, destinée essentiellement à la construction automobile.

## Le crépuscule des géants (depuis 1981)

### L'usine à froid
Les investissements basculent sur le nouveau site de Ste Agathe, sur le ban de Florange, de l'autre côté de la route D18 :
- 1969 : Ligne de refendage de fer-blanc et de tôles minces[SF 6] ;
- 1983 : Mise en service de la ligne d'électrozingage ELSA (ÉLectrozingage de Ste Agate), selon le procédé CAROSEL[SF 6] ;
- 1985-1986 : tandem décapage-train à froid 4 cages[90] ;
- 1988 : Mise en service de la ligne de recuit continu RCM (Recuit Continu Mixte)[91] ;
- 1989 : ligne de vernissage (à Ébange)[90] ;
- 1991 : ligne de galvanisation et ligne de revêtement organique[90] ;
- 1997 : ligne d'inspection LISA (Ligne d'Inspection de Ste Agate)[90] ;
- 1997 : usine de flans soudés au laser Solblank à Uckange[92] ;
- 2020 : conversion de la ligne électrozingage ELSA en ligne de galvanisation à chaud, nommée GALSA 2 (GALvanisation Sainte-Agathe n°2)[93].

### La fin de l'usine à chaud
En 1983, un four à brames est couplé au train pour l'alimenter en continu. Au même moment, l'aciérie est équipée d'un gazomètre de 60 000 m3 afin de récupérer le gaz de convertisseur. Quant au train, il est rénové en 1984. Toujours aussi performant, il conserve l'essentiel de ses caractéristiques.
Le 29 février 1988, l'usine d'agglomération de Suzange est arrêtée. C'est une conséquence de la fusion d'Usinor et Sacilor en 1987 et de leur plan de rationalisation de leur outil industriel (disparition de 17 000 emplois et de 1 Mt de capacité de production de fonte).
En 1998, un deuxième four à brames est construit en parallèle du premier. Ce four permet de consommer des brames froides, libérant l'aciérie de la nécessité d'une production en juste à temps. Mais il permet aussi au laminoir de fonctionner avec des brames issues d'autres usines…
En mars 2020, la pandémie de Covid-19 amène à l'anticipation de la fermeture de la cokerie. L'outil est en bon état et pérenne jusqu'en 2032, mais le site de Dunkerque, unique client du coke depuis l'extinction des hauts fourneaux de Patural, ne sait plus absorber l'excédent de coke produit. Le coke florangeois, pénalisé par des surcoûts logistiques, est condamné. Le 6 mai 2020, la cokerie de Florange produit la dernière tonne de coke, la batterie de 64 fours agée de plus de 40 ans est définitivement arrêtée.

## Débat sur la fermeture de l'usine
Trois ans après la fermeture de l'aciérie de l'usine de Gandrange, le groupe ArcelorMittal met successivement à l’arrêt, en juin et octobre 2011, les deux hauts fourneaux de son usine de Florange. Bien que le groupe parle de « mise en veille conjoncturelle, temporaire et provisoire », les ouvriers du site craignent une fermeture définitive.

### Le rapport Faure
Il a été commandé par le ministre Arnaud Montebourg le 5 juin 2012 à Pascal Faure, vice-président du « Conseil général de l'économie, de l'industrie, de l'énergie et des technologies » pour analyser la filière acier et le site de Florange. Le rapport a été remis au ministre le 27 juillet 2012.
Ce rapport La filière acier en France et l’avenir du site de Florange présente Florange comme un site viable et l'un des « trois sites d'ArcelorMittal les plus performants en termes de coûts de production ». Les hauts fourneaux d'Hayange et l'agglomération de minerais de Rombas ont par ailleurs, selon ce rapport, une capacité à « consommer des minerais de moindre qualité », appréciable en période de minerai rare et cher (p. 54).

### Une usine viable et rentable
Un document interne au groupe, rendu public par la CFDT le 12 décembre, montre que c'est l’un des sites ArcelorMittal les plus rentables d’Europe du Nord, malgré « le surcoût de 24 euros de transport à la tonne ».
Le charbon à coke et le minerai de fer y sont acheminés de l'étranger, via le port Rotterdam et le port d'Illange, par 400 kilomètres de voies d'eau à grand gabarit : le Rhin et son affluent, la Moselle. Sa capacité correspond exactement à celle du laminoir (220 salariés) et de l'usine d'emballage (180 salariés). Depuis son arrêt à l'été 2011, ceux-ci sont approvisionnés via Dunkerque, malgré l'absence de lien fluvial direct, ce qui « peut compliquer la logistique ». ArcelorMittal déplore de son côté une « capacité limitée de production » par rapport aux coûts fixes et les 400 km de distance avec Rotterdam.
Les hauts fourneaux représentent cependant une immobilisation financière importante, en stocks de minerai de fer. Arrêter leur production, mais sans les vendre, permet de se désendetter, tout en conservant une option de forte rentabilité en cas de reprise économique, en attendant que l'offre mondiale de minerai de fer s'adapte à l'envol des cours. L'arrêt d'un haut fourneau entraînant « des dégradations très importantes », avec un redémarrage « particulièrement long et délicat », ArcelorMittal a maintenu les cowpers chauds, avant de renoncer à cette dépense d'énergie inutile. Il possède aussi des hauts fourneaux et des aciéries à Dunkerque et Fos-sur-mer, moins coûteux car donnant directement sur la mer. Modeste, l'écart de coût de transport est loin de justifier le démontage du haut-fourneau de Florange. La pollution des paysages générée par la sidérurgie requiert par ailleurs d'utiliser d'abord les hauts fourneaux existants.

### Projet de nationalisation temporaire
Lors du débat sur l'avenir de la sidérurgie, le premier ministre Jean-Marc Ayrault a déclaré sur France2 le 27 septembre 2012 que le groupe socialiste a préparé « une proposition de loi pour obliger » une entreprise, lorsqu'elle veut céder un site, « à rechercher un repreneur », reprenant une promesse de campagne de François Hollande.
Le ministre français du redressement productif Arnaud Montebourg propose alors de reprendre temporairement Florange, sur le modèle de la nationalisation de General Motors réalisée par les États-Unis en 2009, le constructeur automobile étant alors très endetté, puis placé sous la protection de la justice. Objectif, revendre Florange à un repreneur moins endetté et plus motivé qu'ArcelorMittal. Il déclare devant l'Assemblée nationale le 27 novembre qu'il « y a comme une sorte d'unité nationale qui se construit progressivement autour du projet de nationalisation temporaire car nous ne pouvons pas accepter que la société ArcellorMittal ferme des hauts fourneaux qui sont rentables et que certains repreneurs se proposent de sauver ».
Selon une note de dix pages de Catherine Bergeal, directrice juridique du Ministère des finances, révélée par le Canard Enchaîné, l'opération est possible sur le plan légal car « la nationalisation (…) peut ne concerner qu'un bien ou qu'un établissement ». Plusieurs repreneurs sont approchés : le Français Bernard Serin, patron du belge Cockerill Maintenance et Ingénierie (CMI), le sidérurgiste italo-suisse Duferco et le Russe Severstal.
Le Projet Séraphin, élaboré selon les calculs du Fonds stratégique d'investissement (FSI) et du cabinet Mac Kinsey dans un document du 28 novembre, évalue l'investissement total à 1,1 milliard d'euros sur la période 2013-2015, dont 630 millions en capitaux propres et 470 millions en dette, structure financière plus équilibrée que celle d'ArcelorMittal. Les 630 millions de capitaux propres se répartissent en 410 millions d'euros pour les pouvoirs publics (FSI), Bernard Serin et  Severstal apportant chacun 110 millions.

### Abandon du projet
Cette option est finalement écartée le 30 novembre 2012, par peur de détourner les investisseurs internationaux du pays, le Premier ministre Jean-Marc Ayrault ayant trouvé un accord avec Lakshmi Mittal : il s’engage à ne pas licencier les salariés du haut-fourneau de Florange, ce qui évite à l’État de reconstituer le stock de minerai de fer au moment où les cours mondiaux sont élevés, même si Florange a la particularité de pouvoir consommer des minerais meilleur marché que la moyenne. Une pétition réclamant la nationalisation temporaire du site a recueilli 30 000 signatures en quelques semaines en décembre 2012.
Le 13 décembre 2018, on apprend que les hauts-fourneaux ne seront jamais rallumés. L'officialisation de la nouvelle interviendra en 2019 mais ArcelorMittal ne souhaite plus utiliser ce site auquel il veut trouver une autre utilisation. Cette décision intervient au terme du délai de six ans fixé par Jean-Marc Ayrault au cours duquel le leader européen de la sidérurgie s'engageait à ne licencier aucun salarié de Florange. Une décision inéluctable qui entraîne des réflexions pour ne pas laisser l'industrie de Florange au point mort.